# 辛世雄
辛世雄（6世纪—612年8月26日），隋朝将领。
隋炀帝大业八年（612年）五月，隋炀帝征讨高句丽，命右（一作左）屯卫将军辛世雄出玄菟道，与诸将在鸭绿水西会合。隋军进军平壤后因缺粮而撤退，七月，左翊卫大将军宇文述等隋军渡萨水到一半时，后军遭高句丽大将乙支文德攻击，即萨水之战；辛世雄战死。隋军崩溃。